# Pont de Burnside

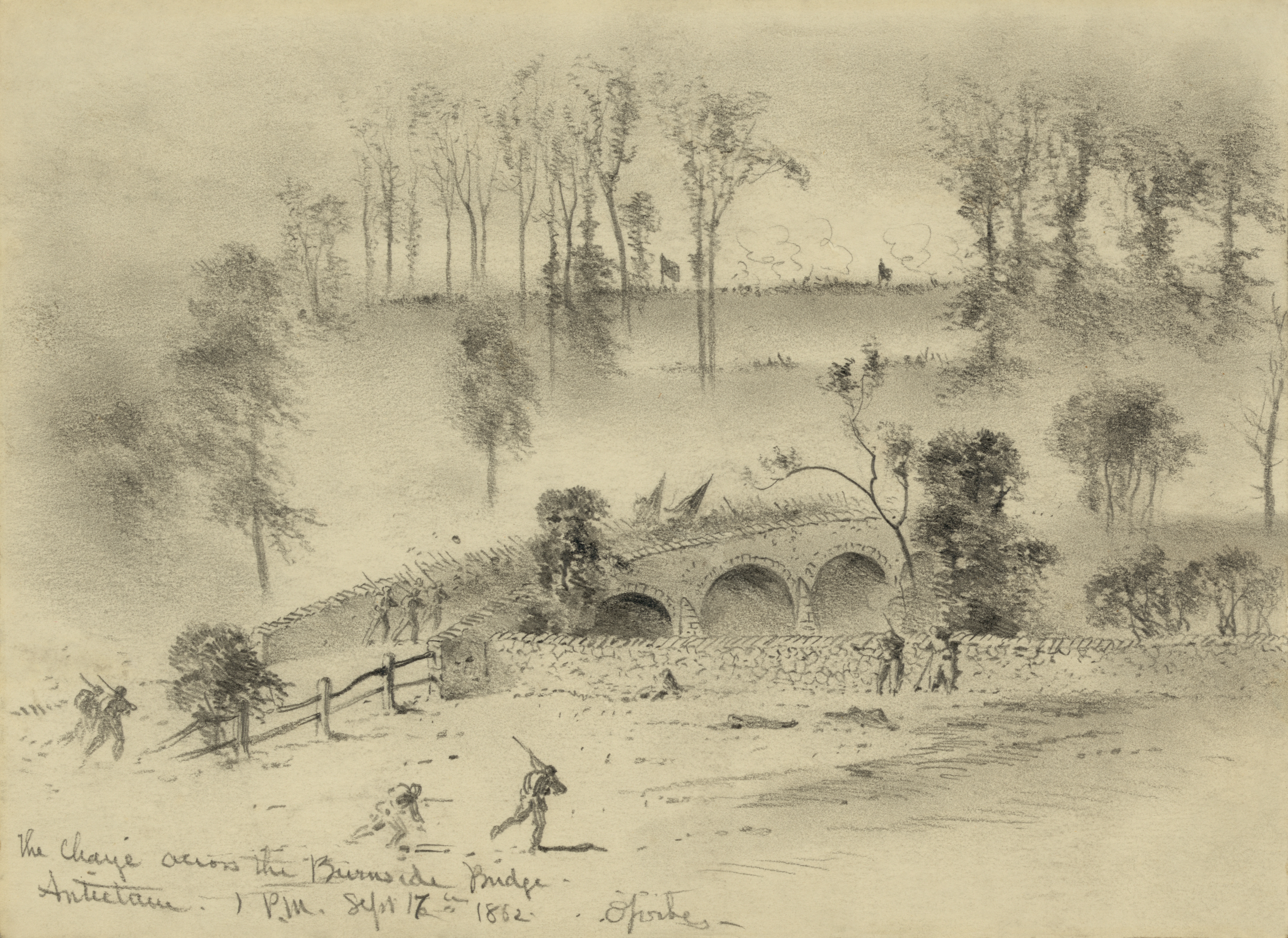
Càrrega del 51è regiment de Nova York i el 51è regiment de Pennsylvania a través del Pont de Burnside, per Edwin Forbes.

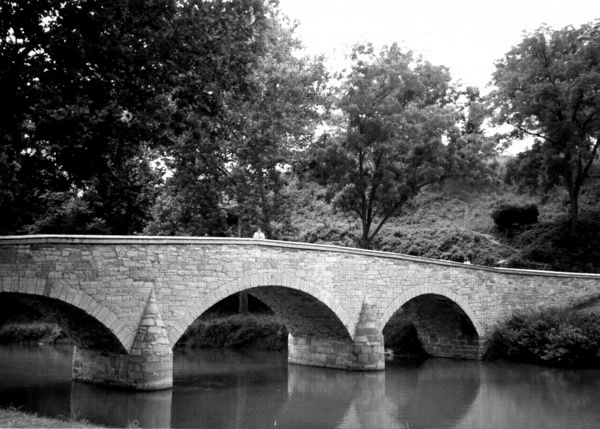
Pont de Burnside

El Pont de Burnside (Burnside Bridge en anglès) és una marca en l'Antietam National Battlefield, prop de Sharpsburg. Creuant sobre el rierol Antietam, el pont tingué un paper clau en la batalla d'Antietam (setembre de 1862), durant la Guerra Civil dels Estats Units, quan un petit nombre de soldats de la Confederació de Geòrgia repel·liren durant diverses hores els repetits intents, per part de l'exèrcit de la Unió de prendre el pont per la força. Finalment, els federals l'assoliren, però no abans que el seu atac hagués estat endarrerit durant diverses hores, molt més del que havia estat esperat per part del major general de la Unió, Ambrose E. Burnside. El pont ara duu el seu nom.
Construït en 1836, en una àrea de pedra calcària i granit per un grup local de grangers baptistes, amb tres arcs, els 38 metres totals de longitud del pont servien com a via de pas sobre el rierol Antietam pels grangers que portaven els seus productes i el bestiar al mercat de Sharpsburg. El seu nom original era Lower Bridge (el pont de baix), perquè hi havia dos més: Upper Brige (el pont de més amunt) i Middle Brige (el pont del mig) corrent amunt, que també facilitaven el moviment de mercaderies, animals i gent a través del rierol. El Lower Bridge prengué el nom de Rohrbach's Bridge per un granger, anomenat Henry Rohrbach, que visqué a prop de la seva estructura.
Després de la guerra, el Govern Federal adquirí el pont i les terres adjacents. El trànsit vehicular fou interromput i el camí original de la granja fou cobert per l'herba. El trànsit de vianants encara és permès per l'estructura, que s'ha convertit en un dels ponts més fotografiats de la Guerra Civil.